# هنري إل. إيوستس
هنري إل. إيوستس (بالإنجليزية: Henry L. Eustis)‏ هو ضابط أمريكي، ولد في 1 فبراير 1819 في بوسطن في الولايات المتحدة، وتوفي في 11 يناير 1885 في كامبريدج في الولايات المتحدة.